# Терористичен акт на летище Бургас
Терористичният акт на летище „Бургас“ в България е бомбен атентат срещу автобус с израелски туристи, станал на 18 юли 2012 г. в 17:23 часа местно време, при който загиват 7 души и 35 са тежко и леко ранени.

## Атентат
На 18 юли в 17:23 часа на паркинга на летище „Бургас“ в Сарафово, Бургас е извършен атентат срещу три автобуса с израелски туристи, които е трябвало да се превозят до хотел „Хризантема“ в Слънчев бряг. Взривът поразява тежко единия автобус и засяга другия паркиран до него. Следствие експлозията най-тежко засегнатият и още два автобуса наблизо са изпепелени от пожар, шофьорът на третия автобус, предназначен за израелците, Виктор Андонов от поморийска транспортна фирма „СтарБус“, реагира светкавично – тича до своя автобус, пали двигателя и с отворени врати го изтегля от паркинга преди да са го обхванали пламъците, като с хладнокръвната си постъпка той спасява много хора и предотвратява още жертви.
Офир Генделман – говорител на израелския премиер Бенямин Нетаняху потвърждава разпространените веднага от медиите съобщения, че става въпрос за терористично нападение срещу израелски граждани, като взривното устройство е било хвърлено по автобуса. Малко по-късно излизат съобщения, че взривът се е случил след качването на пътник в автобуса, че взривът е станал в багажното му отделение и накрая според българския вътрешен министър, че е станал между два от чакащите израелците 3 автобуса.

### Жертви
В атентата са убити 7 души: 1 българин – шофьора на автобуса Мустафа Кьосов на 36 години семеен с 11-годишно дете от село Юруково, 5 израелски туристи от Ришон ле Цион, Петах Тиква, Акра и атентаторът, ранени са 35 души, 4 много тежко, 18 тежко и останалите леко ранени, една от по-леко ранените е българка – служителка на туристическата фирма „Ортана“, посрещаща израелците. Освен 3-мата най-тежко ранени израелци всички останали 32 са върнати незабавно в Израел със специален израелски самолет, без да са надлежно разпитани от българските власти.

### Дискусии
В продължение на дни никоя организация не поема отговорност за атентата.
По-малко от два часа след взрива Израел с комюнике на своя премиер Бенямин Нетаняху обвиниява Иран за него и заплашва с военен отговор като не изключва удар по иранските ядрени обекти. Иран напълно отхвърля обвиненията като „ционистки“ и „смехотворни“. Ехуд Барак допълва израелските обвинения като сочи свързаната с Иран Хизбула, но говорител на Хизбула определя изявленията му също като „смехотворни“ и заявява: „нашата организация не воюва срещу туристи“. Джон Болтън, бивш посланик на САЩ в ООН, призовава Израел „да даде директен отговор на Иран“, тъй като нападението е извършено в „много опасен период за Израел“. Британски политици също настояват, че организатор е Иран, но разследващите български служби и българското правителство не могат да потвърдят такава връзка без да са установили или, както посочват, ако партньорите им разполагат с такива, да им бъдат предоставени достоверни данни за това. Изясненият и разпространен от службите фоторобот на безспорно установения атентатор е на светъл червенокос мъж с характерни чисто европейски черти, притежаващ фалшива шофьорска книжка от САЩ с името Жак Фелипе Мартин от американския щат Мичиган, представящ се за Ралф Уилям Рико от Мичиган, дошъл в страната според установеното от шенгенска страна в Европейския съюз малко преди атентата. На 21 юли МВР обяви за издирване Дейвид Джебсън, гражданин на САЩ, по подозрение в съучастничество.
Шведските и българските власти категорично отричат информацията, разпространявана в интернет и от различни медии, че човекът на снимката е шведския гражданин от алжирски произход Мехди Гезили, бивш затворник в Гуантанамо. Според неназовани „официални лица“ в правителството на САЩ, атентаторът е член на секция на Хизбула, оперираща отдавна в България. На 21 юли в израелски медии се появи информация, че групировката „Каидат ал-Джихад“ (срещано също като „Ал-Каида Джихад“), е поела отговорност за атентата. Българското външно министерство напълно отрича достоверността на такава информация.
На 26 юли иранското правителство, чрез посланика си в ООН, обвинява „израелския режим, чиято кратка история е изпълнена с държавен тероризъм“ в организирането на атентата. Подобно мнение по-рано изказа в телевизионното предаване на Милен Цветков и представител на арабската общност в България.

## Реакция
Веднага след взрива местните власти затварят летище Бургас и пренасочват всички полети към Варна. Започва претърсване на летището за евентуално наличие на други бомби. На мястото пристигат президентът Росен Плевнелиев, вътрешният министър Цветан Цветанов, министрите на здравеопазването и финансите Десислава Атанасова и Симеон Дянков. От МБАЛСМ „Пирогов“, Военномедицинска академия и УМБАЛ „Св. Марина“-Варна пристигат специализирани медицински екипи, а Израел изпраща и самолет със свои специалисти.
Група от ливанци е задържана на летище Варна във връзка с експлозията.

### Разследване
Според българските власти в хода на разследването е изяснено, че „няма замесени български граждани в атентата“, „съпричастни“ към атентата са били поне трима души, двама от които са с австралийски и канадски паспорт и живеят на територията на Ливан.
| „               | Имаме данни, че атентатът е финансиран от Хизбула. Може да се направи обосновано предположение, че две лица са принадлежали към военното формирование на Хизбула. | “ |
| Цветан Цветанов | |   |

За „помощта, оказана след атентата“ най-голямата еврейска организация в света „Хабат“ отличи със Сертификат за признание Цветан Цветанов.
Към 2017 г. делото все още не е приключено. В хода на разследването не са потвърдени данните за връзка с Хизбулла. Съдът не приема гражданските искове против ливанската шиитска групировка. Причината е, че в обвинителния акт на прокурора Калина Чапкънова-Кючукова никъде не се споменава името на организацията и няма доказателства срещу нейната връзка по случая.

## Дипломатически реакции
- България – премиерът Бойко Борисов определя атентата като „ужасен инцидент“ и заявява, че правителството „осъжда агресията и тероризма“.[36] След срещата си с британския премиер Камерън той не се ангажира с неговите твърдения, че Иран е организирал атентата и заявяви, че „до този момент ние не сме получили такава конкретна информация“, „Аз помолих Дейвид да ми я предостави, ако я има, защото това са, пак повтарям, тежки обвинения“.[37]
- Великобритания – Британският външен министър Уилям Хейг осъжда атаката срещу израелските туристи.[38]
- ЕС – Върховният представител на ЕС за външната политика и сигурността Катрин Аштън изразява „ужаса, който изпитва пред атентата“.[39]
- Израел – премиерът Бенямин Нетаняху хвърля отговорността върху Иран и заявява, че Израел ще даде „мощен отговор на иранския терор“. Министърът на отбраната Ехуд Барак казва, че Иран, Хизбула или Хамас стоят зад атаката.[16]
- Иран – държавната телевизия на Иран определя обвиненията на „ционистките“ власти като „смехотворни“, „сензационни“ и опит да се дискредитират Иран и Сирия.[15] Официалните власти на Иран чрез посолството в София осъждат атентата.[40]
- САЩ – Говорителят на Белия дом заявява, че „САЩ осъждат категорично подобни атаки срещу невинни жертви, каквито са децата“.[41]
- Сърбия – първият вицепремиер и министър на вътрешните работи Ивица Дачич осъжда терористичния акт и заявява, че „това показва още веднъж колко е необходимо сътрудничество в борбата срещу международния тероризъм“. Той обявява, че Сърбия е готова да осигури „максимален принос“ към тази борба.[42]
- Франция – в свое изявление френският външен министър Льоран Фабиюс изразява „солидарност с израелските власти в борбата срещу омразата и тероризма“.[43]
- Хизбула – в отговор на израелските обвинения, говорител на Хизбула определя изявленията Ехуд Барак като „смехотворни“ и заявява: „нашата организация не воюва срещу туристи“.[16]
- Ливан – Членът на управляващата коалиция 8 март – Хизбула отрича отговорност, че въоръженото ѝ крило е извършило атаката.[44] В реч, изнесена на неговите поддръжници на следващата нощ, генералния секретар на Хизбула Хасан Насрала не пое отговорност за нападението, но заяви, че Хизбула „ще гони израелците ден и нощ“ и обеща „голяма изненада“ за Израел.[45]
- Гана – Крал Отумфо Осеи Туту II заявява, че гражданите на Гана подкрепят Израел след терористичната атака.[46]
- Япония – Министерството на външните работи издава декларация, която гласи: „Правителството на Япония е дълбоко шокирано и разгневено от този терористичен бомбен атентат, и също изразява своите най-дълбоки съболезнования към жертвите на атаката и техните опечалени семейства, тероризма не може да бъде оправдан.“[47]
- Южна Корея – Южна Корея определя нападението в Бургас като терористична атака, като се посочва, че всички актове на тероризъм никога не може да бъдат оправдани и изразява своите съболезнования на жертвите и техните семейства.[48]
- Виетнам – Говорителя на министерството на външните работи заявява: „Бихме искали да предадем нашите съболезнования на израелското и българското правителство, както и на семействата на жертвите, а виновниците за това престъпление трябва да бъдат строго наказани.
- Албания – Министерството на външните работи на Албания осъжда остро атентата в Бургас като терористично нападение, и изразява най-искрените си съболезнования на семействата на жертвите и властите на Израел.[49]
- Австрия – Държавния секретар Волфганг Валднер категорично осъжда терористичната атака, наричайки подобни актове „ирационални, страхливи, и нечовешки.“ Той също така добавя, че е „дълбоко шокиран при безсмислени кръвопролития. Бомбените атентати са отвратителни действия, които ни изпълват с възмущение и отвращение.“ Накрая, той изразява своите съболезнования и симпатии към семействата на жертвите.[50]
- Беларус – Президента Александър Лукашенко изразява съболезнованията си на израелския президент Шимон Перес, приятели и роднини на жертвите, както и на цялото израелско общество. Президентът заяви: „Република Беларус решително осъжда всички форми и прояви на тероризма и екстремизма, жертви на които са невинни хора“.[51]
- Белгия – заместник министър-председателя и министър на външните работи Дидие Рендерс казва, че е ужасен да научи за нападението в Бургас, което той описва като „страхлива атака, която се проведе срещу невинни израелски туристи.“ Рендерс изрази своите съболезнования за семействата на жертвите и правителството на Израел, и се надява, че извършителите ще бъде заловени и изправени пред правосъдието.[52]
- Босна и Херцеговина – Министерството на външните работи на Босна и Херцеговина силно осъжда атентата в Бургас.[53]
- Кипър – министърът на външните работи Ерато Козаку-Маркулис осъди нападението в Бургас, като терористична атака, като изрази „пълно възмущение“. Той заявява, че „Кипър осъжда всички актове на тероризъм“ и извършителите трябва да бъдат бързо предадени на правосъдието. Той предава също своите съболезнования на жертвите и техните семейства, и изрази солидарност и съболезнования на правителството и народа на България.[54]
- Чехия – Министерството на външните работи на Чехия осъжда атентата в Бургас като терористична атака, и заявява, че вярва, че извършителите ще бъде заловени скоро и ще бъдат изправени пред правосъдието: „Чехия винаги ще бъде изцяло ангажирана в борбата срещу тероризма“. Карел Шварценберг, министър на външните работи, изрази своя шок от терористичната атака на европейска земя: „Това е още по-трагично, че се случи в България, която като знаем успя да защити своите еврейски граждани в хода на Втората световна война. Бих искал да изразя моите най-искрени съболезнования както на Израел, така и на България, където е извършена атаката.[55]
- Германия – Германия осъжда нападението в Бургас, но предупреди Израел да не обвинява Иран толкова бързо.[56]
- Унгария – Министерството на външните работи на Унгария, осъжда строго смъртоносната атака. Според министерството, не може да има приемливо обяснение за срамно и страхливо насилие срещу невинни и беззащитни жертви.[57]
- Ирландия – Иймън Гилмор, заместник-председател, министър на външните работи, и Организацията за сигурност, осъжда нападението в Бургас като терористично нападение, и поднася своите съболезнования на семействата на убитите, българите, израелците, и на българското и израелското правителство. Гилмор заявява: „Аз с цялото си сърце осъждам този акт на тероризъм, насочен към невинни цивилни граждани.“ Той добави, че „Тази атака ни показа колко е важно да има единен фронт и сътрудничество за борбата с бича на тероризма, който не познава граници“.[58]
- Италия – Външният министър на Италия Джулио Терци заяви, че атаката „ме изпълва с ужас ни отвежда назад, драматично, в най-мрачните години на терор.“ Той добави, че „За пореден път невинни жертви плащат цената на кампания на омраза и унищожение срещу Израел, провеждана от хора, които не знаят никакви други средства, освен насилие, за да отстояват своите идеи... Италия е и ще продължи да бъде в предната част на линията в защитата на основното право за сигурност, в която Израел и неговите граждани имат право“. Министърът на външните работи Терзи също изрази своите съболезнования на семействата на жертвите и на израелските и българските власти, и призова за международно разследване, за да се определи кой е отговорен.[59]
- Косово – министърът на външните работи на Косово Енвер Ходжай, поднесе симпатиите си към израелския министър на външните работи Авигдор Либерман и заявява, че „осъжда най-остро смъртоносните актове, които застрашават живота на невинни хора.“ Той също така изрази пълната солидарност на Република Косово и подчерта, че в този труден момент гражданите на Косово са с израелските жертви, техните семейства, както и хората в България, като призова съответните власти да донесат справедливост на извършителите и организаторите на атентата.[60]
- Северна Македония – министърът на външните работи Никола Попоски изпрати съболезнователно писмо до Николай Младенов, министър на външните работи на България, в което той осъжда нападението като терористично атака и изрази своите съболезнования към жертвите. Попоски подчерта готовността на Македония да се ангажира с по-тясно сътрудничество срещу „голямото зло на глобалния тероризъм, и че всички ние сме изправени заедно в този ден“.[61]
- Черна гора – Министърът на външните работи на Черна гора и европейска интеграция Небойша Калудерович осъжда нападението като терористичен атентат, и изрази съболезнованията си на България и на семействата на жертвите, като желае бързо възстановяване на ранените. Министерството заявява, че „тероризмът не може да бъде оправдан или толерирани в каквато и да е форма“.[62]
- Норвегия – Норвегия осъжда нападението в Бургас като терористична атака. Министърът на външните работи Йонас Гар Стьоре изразява своите съболезнования на жертвите и техните семейства, и казва: „Аз осъждам тази терористична атака, която се случи в България днес. Нашите мисли сега са с ранените и техните семейства. Това е шокиращо, че цивилни граждани са нападнати по този начин. Такива актове на насилие са напълно неприемливи и Норвегия осъжда всяка форма на насилие.“ Той добави, че лицата, отговорни за нападението трябва да бъдат изправени пред правосъдието.[63]
- Полша – Министерството на външните работи на Полша осъжда нападението в Бургас като терористична атака и изразява своите съболезнования на семействата на жертвите, ранените, българските власти, както и всички онези, които са засегнати от атаката. Министерство заявява: „В лицето на такава трагедия Полша споделя болката ви. Уверяваме Ви, на нашата солидарност.“ Министерството казва още: „Министерството осъжда тероризма във всичките му форми като опасна дегенерация, срещу която трябва смело да се борим всички през 21 век. Терористични атаки, насочени към невинни хора не може да бъдат оправдани от всяка идеология или политически цели.“[64]
- Румъния – Министерството на външните работи на Румъния осъжда нападението в Бургас, като терористична атака, като изрази своята подкрепа и съчувствие към семействата на жертвите и предаде послание на солидарност към властите и гражданите на Израел и България. Министерството също така подновява ангажимента на Румъния в международната борба срещу тероризма, и казва, че нищо не може да оправдае насилието и жестокостта.[65]
- Русия – Русия осъжда остро нападението в Бургас. Официалното изявление от гласи: „извършено от терористи, които са имали единствената цел да убиват невинни цивилни, включително жени и деца“. Русия заяви, че хората, отговорни трябва да бъдат наказани.[66] Дмитрий Медведев изпрати своята съболезнователна телеграма на израелския министър-председател Бенямин Нетаняху „Този варварски акт не може да бъде оправдан, всички, участващи в това трябва да получат тежко наказание. Аз ви моля да предадете думите на скръб и съчувствие към роднините на убитите, и желая бързо възстановяване на ранените“.[67]
- Словения – Република Словения категорично осъжда атентата в Бургас като терористична атака, и призовава за разкриване и осъждане на извършителите и лицата, които са отговорни. Министерството добавя, че Словения силно осъжда всяка терористична дейност, и е ужасена от бомбения взрив вчера, като го описва като „ужасяващ“. Словения също изразява своите съболезнования на семействата на жертвите и се надява за бързо възстановяване на ранените.[68]
- Испания – Испания осъжда терористичната атака в Бургас като „отвратителна атака“ и изрази своите съболезнования на семействата на жертвите и пожела бързо възстановяване на ранените. Испания също изразява своята пълна солидарност с Израел, както и подкрепата си към българските власти.[69]
- Швейцария – Федералния департамент на външните работи на Швейцария осъжда атентата в Бургас като терористична атака, като добавя, че няма никакво основание за терористични атаки. Също така изразява съчувствие към семействата и приятелите на жертвите.[70]
- Украйна – Министерството на външните работи на Украйна осъжда атаката в Бургас като „варварско терористично нападение“, и изразява съболезнованията си на семействата и жертвите, както и пожелава бързо възстановяване на ранените. Министерството подчерта, че Украйна смята, че не може да има никакво оправдание за терористични актове, и не може да се използва за постигане на политически или други средства.[71]
- Канада – министърът на външните работи на Канада Джон Беърд осъжда нападението в Бургас като терористична атака, като изказва съболезнования на семействата на жертвите и пожела бързо възстановяване на ранените. Беърд добави: „Канада осъжда тези отвратителни актове без резерви“, и отбеляза, че атаката съвпада с 18-ата годишнината от взривяването на еврейския център в Аржентина, и в който Иран и Хизбула са били обвинени от Аржентина при разследването."[72]
- Мексико – Секретариатът на външните работи на Мексико осъжда атентата и всякакъв вид терористична атака във всички и форми и проявления. Също така изпраща своите съболезнования на България, Израел, както и на семействата на жертвите на атаката.[73][74]
- Аржентина – Аржентина осъжда атентата в Бургас като „варварско терористично нападение“, и изразява своята солидарност с народа и правителството на Израел. Аржентина също отбелязва, че атентатът съвпада с 18-ата годишнината от взривяването на еврейския център. Аржентина потвърди убеждението си, че демократичните народи по света трябва да обединят силите си и да се засилят подходящите механизми, които създават политиките за борба с тероризма в ефективното спазване на закона и човешките права.[75]
- Бразилия – Бразилия осъжда остро атентата в Бургас и изразява своите съболезнования и солидарност към семействата на жертвите, и осъжда всички актове на тероризъм при никакви обстоятелства каквито и да било.[76]
- Турция – Турция осъжда остро нападението в Бургас, като посочва, че „тероризмът е престъпление срещу човечеството и никога не може да бъде оправдано.“[77]

## Последици
Бургаското летище е отворено по-малко от 24 часа след инцидента.
Според Ню Йорк Таймс, предпазливото поведение на българските власти по обявяването на виновните, излага на опасност тесните връзки на България с Израел и арабските страни в Близкия изток.

## В други медии
- Атентатът е споменат в седмия епизод от трети сезон на американския сериал „Вътрешна сигурност“
- На атентата е посветена книгата документален трилър „Дуел“ от Григор Лилов[80]